# ايوان بيرني
ايوان بيرني (بالإنجليزية: Ewan Birney)‏ هو معلوماني حيوي ‏ وعالم كيمياء حيوية وأحيائي بريطاني، ولد في 6 ديسمبر 1972 في بادنغتون في المملكة المتحدة.

## وصلات خارجية
- الموقع الرسمي